# Kiniel
Kiniel (ros. Кинель) – miasto w Rosji, w obwodzie samarskim, nad rzeką Wielki Kiniel, nieopodal ujścia do Samary.
Założone, jako osada w 1837. Po wybudowaniu w 1877 linii kolejowej Samara – Orenburg powstaje stacja kolejowa Kiniel. Prawa miejskie od 1944 roku.
Liczba mieszkańców w 2003 roku wynosiła ok. 33 tys.
W Kinielu mieści się Samarska Państwowa Akademia Rolnicza.